# Cecily Brown
Cecily Brown est une peintre et lithographe britannique. Née à Londres en 1969, elle est la fille de David Sylvester, écrivain et critique d'art. Depuis 1994, elle vit et travaille à New York, aux États-Unis.

## Biographie
Ceciky Brown est née en 1969 à Londres et a grandi en Angleterre. Elle est la fille de la romancière Shena Mackay (en) et du critique d'art David Sylvester. Elle devient étudiante à la Slade School of Fine Art, et en sort diplômée en 1993.
Elle s'intéresse un moment au Young British Artists (YBA) mais estime que ce groupe fonctionne dans un environnement trop fermé. Juste après avoir terminé sa formation artistique, elle arrive deuxième à un concours (le John Jones Open) dont le prix consiste en un billet d’avion pour New York. Elle part et s'installe dans la durée à New York en 1994 pour se consacrer à ses créations artistiques,. En 1997-1998, elle se fait remarquer pour une série explicitement érotique. Mais son œuvre a acquis, au delà de cette série, une certaine reconnaissance : elle a exposé dans des galeries telles que la Deitch Projects ou encore  la galerie Gagosian, ainsi que dans des institutions muséales telles que le Musée des Beaux-Arts de Boston (en 2006).

## Œuvre
La peinture de Cécily Brown se situe entre abstraction et figuration. Elle se rapproche notamment de l’expressionnisme abstrait auquel elle a été immédiatement apparentée. D’une grande aisance picturale, elle peint avec fougue des corps et quelquefois des actes sexuels explicites. Sa facture est exubérante, parfois violente, la palette de couleurs peut utiliser du rose ou du bleu turquoise. Elle dissimule des fragments de figures, dans des plis de matière généreuse. Le corps, la chair, l’acte sexuel sont représentés sans fausse pudeur.